# Eupithecia carolata
Eupithecia carolata là một loài bướm đêm trong họ Geometridae.